# Ngũ Gia Cương
Ngũ Gia Cương (chữ Hán giản thể: 伍家岗区, Hán Việt: Ngũ Gia Cương khu) là một quận thuộc địa cấp thị Nghi Xương, tỉnh Hồ Bắc, Cộng hòa Nhân dân Trung Hoa. Quận này có diện tích 84,1 km2, dân số năm 2004 là 180.000 người. Về mặt hành chính, quận này được chia ra 4 nhai đạo (Vạn Thọ Kiều, Đại Công Kiều, Bảo Tháp Hà, Ngũ Gia Cương) và 1 hương Ngũ Gia.
==Tham khảo==